# Oggy i karaluchy
Oggy i karaluchy (fr. Oggy et les Cafards, ang. Oggy and the Cockroaches) – francuski serial animowany (slapstick), za którego produkcję odpowiedzialne są studia Gaumont i Xilam.
Serial ten składa się z 7 sezonów, w sumie ponad 160 odcinków i około 500 epizodów. Pierwsza i druga seria była produkowana w latach 1998–2000, trzecia w 2008, czwarta w 2012, piąta wraz z szóstą w 2017. Siódmy sezon premierę miał w roku 2018. Na jeden 21 minutowy odcinek zazwyczaj składają się 3 epizody po około 7 minut.

## Fabuła
Serial przedstawia historie z życia Oggy’ego i karaluchów zamieszkujących jego dom na przedmieściach wielkiego miasta. Karaluchy (których imiona pochodzą od członków grupy Ramones), nieproszeni lokatorzy, dobierają się do lodówki, hałasują, robią niewybredne psoty i okrutne kawały nie tylko Oggy’emu, ale także jego przyjacielowi Jackowi, kotu mieszkającemu po sąsiedzku i często przychodzącemu w odwiedziny. Kreskówka jest przesycona czarnym humorem – w prawie każdym odcinku ktoś (zarówno koty, jak i karaluchy) zostaje pobity, zmiażdżony, poćwiartowany, zwęglony, obdarty ze skóry lub wyrzucony w przestrzeń kosmiczną. Oprócz karaluchów zagrożeniem dla Oggy’ego jest mściwy sąsiad – pies Bob, pojawiający się w niektórych odcinkach. Bardzo często, jeśli Oggy wejdzie na jego podwórko lub coś u niego zbroi, zaraz pojawia się Bob z bardzo drastycznym rewanżem.

## Bohaterowie serialu

### Główni
- Oggy – niebieski kot z czerwonym nosem, mieszkający na przedmieściach miasta, na osiedlu domków jednorodzinnych. Jego sąsiadami są Jack oraz Bob. Jego dziewczyną jest mieszkająca również po sąsiedzku Olivia (w odcinku Oggy Is Getting Married! Oggy oświadcza się Olivii, a pod koniec tego odcinka, kotka zostaje jego żoną). Jego zainteresowaniami są: gotowanie, ogrodnictwo, czytanie książek, słuchanie muzyki poważnej, oglądanie telewizji oraz układanie puzzli. W jego domu mieszkają tytułowe karaluchy (Joey, Marky i Dee Dee). Oggy ma też siostrę bliźniaczkę, Monicę.
- Joey – fioletowy karaluch i szef karaluchów. Ma jedno oko koloru czerwonego, a w późniejszych różowego, drugie żółtego. Jest bardzo chciwy, ale i pomysłowy.
- Marky – najwyższy, zielony i chudy karaluch.
- Dee Dee – pomarańczowy i gruby karaluch. Ma ogromny apetyt i uwielbia jeść.
- Jack – zielony kot. Sąsiad i najlepszy przyjaciel Oggy’ego. Jego zainteresowania to: sport, chemia, mechanika i gry konsolowe. Jest solistą w operze. Jest zakochany w siostrze Oggy’ego, Monice.
- Olivia – biała kotka, dziewczyna Oggy’ego. W odcinku Oggy Is Getting Married! Oggy jej się oświadcza, a pod koniec tego odcinka są już małżeństwem. Potrafi pokonać Boba jednym ciosem (Olivia’s Pimple).
- Bob – pies, sąsiad i wróg Oggy’ego. Interesuje się boksem i ogrodnictwem. Jest bardzo nerwowy i drażliwy. Często bije innych, gdy ci coś zbroją na jego terenie.

### Drugoplanowe
- Monica – siostra bliźniaczka Oggy’ego. Uprawia: skoki na bungee, spadochroniarstwo i wrotkarstwo. Jest zakochana w przyjacielu Oggy’ego, Jacku, który często próbuje jej imponować, co zazwyczaj ma dla niego negatywne konsekwencje.
- Babcia Oggy’ego – babcia Monicy oraz Oggy’ego. Porusza się o balkoniku albo o lasce. Gdy Oggy jej nie obserwuje, rozpoczyna wojnę z karaluchami.
- Lady K – jasnożółta karaluszka płci żeńskiej wprowadzona w odcinku „Lady K” oraz nowe zainteresowanie miłością karaluchów (głównie Joeya). Jest karaluchem, który mieszka w domu Olivii, która nie jest tego świadoma. Z niewiadomych przyczyn nienawidzi Olivii. Używa karaluchów jako pionków, by uzyskać to, czego chce lub wykonać swoją pracę.
- Bobette – córka Boba. Jest zainteresowaniem Jacka.

## Odcinki
| Seria | Epizody | Premiera serii       | Finał serii     | Premiera serii   | Finał serii          |
| ----- | ------- | -------------------- | --------------- | ---------------- | -------------------- |
| 1     | 78      | 6 września 1998      | 11 lutego 2000  | 2000             | 2002                 |
| 2     | 78      | 4 września 2000      | 5 kwietnia 2003 | 2002             | 2005                 |
| 3     | 39      | 18 października 2008 | 24 grudnia 2008 | 10 sierpnia 2011 | 26 sierpnia 2014     |
| 4     | 74      | 2 stycznia 2012      | 12 grudnia 2013 | 30 grudnia 2014  | 31 stycznia 2016     |
| 5     | 76      | 5 września 2017      | 30 lipca 2018   | 19 września 2017 | 31 lipca 2018        |
| 6     | 78      | 16 maja 2017         | 3 sierpnia 2018 | 19 września 2017 | 2018                 |
| 7     | 78      | 2 czerwca 2018       | 2018            | maj 2018         | 13 października 2018 |

### Seria 1 (1998-2000)
| Nr               | Angielski tytuł              | Francuski tytuł                  |
| ---------------- | ---------------------------- | -------------------------------- |
| 6 września 1998  |                              |                                  |
| 01               | Bitter Chocolate             | Chocolat amer                    |
| 01               | French Fries                 | Les frites                       |
| 01               | Mission Oggy                 | Mission Oggy                     |
| 7 września 1998  |                              |                                  |
| 02               | It’s All Under Control       | Coup de cafard                   |
| 02               | It’s Been a Hard Day’s Noise | Tchao tympan                     |
| 02               | The Patient                  | Le patient                       |
| 8 września 1998  |                              |                                  |
| 03               | Shake, Oggy Shake            | Rythmes et Bleus                 |
| 03               | The Rise and the Fall        | Plus dure sera la chute          |
| 03               | It’s a Small World           | Petit, petit, petit              |
| 9 września 1998  |                              |                                  |
| 04               | Happy Birthday               | Joyeux anniversaire              |
| 04               | Metamorphosis                | La métamorphose                  |
| 04               | Jealousy                     | Jalousie                         |
| 10 września 1998 |                              |                                  |
| 05               | Wrong Side of the Bed        | Vendredi 13                      |
| 05               | Go Slow With Your Dough      | Sois zen avec l’oseille          |
| 05               | Tooth Good To Be True        | Dent de Lait                     |
| 13 września 1998 |                              |                                  |
| 06               | One Track Life               | Une vie duraille                 |
| 06               | MouseaGator                  | Grignotator                      |
| 06               | Nine Months and Counting     | 37°2 toute la journée            |
| 14 września 1998 |                              |                                  |
| 07               | A Tip For The Road           | Soigne ton code                  |
| 07               | The Outsider                 | Cherchez l’intrus                |
| 07               | Baby Doll                    | Jolie poupée                     |
| 15 września 1998 |                              |                                  |
| 08               | So Lonely                    | La Solitude                      |
| 08               | Oggy and the giant roaches   | Oggy et les cafards géants       |
| 08               | Oggy and the babies          | Oggy et les bébés                |
| 16 września 1998 |                              |                                  |
| 09               | A Dog Day Afternoon          | Comme des chiens                 |
| 09               | Fishing Frolic               | Jeux de carpes                   |
| 09               | Rock’n’ Roll Altitude        | Rock’n’ Roll altitude            |
| 17 września 1998 |                              |                                  |
| 10               | It’s a Long Way Down         | La tête et les muscles           |
| 10               | Oggy’s Night Out             | Un dîner en ville                |
| 10               | Oggy’s Diet                  | Le régime d’Oggy                 |
| 20 września 1998 |                              |                                  |
| 11               | The Time Machine             | Voyage dans le temps             |
| 11               | Occupied                     | Occupé                           |
| 11               | House For Rent               | Maison à louer                   |
| 21 września 1998 |                              |                                  |
| 12               | The Lottery Ticket           | Le ticket de loto                |
| 12               | The Bait Bites Back          | L’appât se rebiffe               |
| 12               | Globulopolis                 | Globulopolis                     |
| 22 września 1998 |                              |                                  |
| 13               | Space Roaches                | Les cafards de l’espace          |
| 13               | Deep End                     | Le caillou qui voulait nager     |
| 13               | The Hiccup                   | Aux secousses!                   |
| 23 września 1998 |                              |                                  |
| 14               | Toys R Oggy                  | Remue-méninges                   |
| 14               | Granny’s Day                 | Mamie Lubile                     |
| 14               | Oggy Goes Snailing           | Coquilles en stock               |
| 24 września 1998 |                              |                                  |
| 15               | Cat Kit                      | Kit en tas                       |
| 15               | Docu-mentally                | Micro-craignos                   |
| 15               | The Dictator                 | Le dictateur                     |
| 27 września 1998 |                              |                                  |
| 16               | Oggy VS Super Roach          | Super cafard                     |
| 16               | Heatwave                     | Canicule                         |
| 16               | Memory Lane                  | Souvenir, souvenir               |
| 28 września 1998 |                              |                                  |
| 17               | The Carnival’s In Town       | Tremblez manèges                 |
| 17               | Beware Of Destruction        | Attention travaux                |
| 17               | Oggy and the Magic flute     | C’est pas du pipeau              |
| 29 września 1998 |                              |                                  |
| 18               | A Bird of Ill Omen           | Chasse toujours, tu m’intéresses |
| 18               | Duck Soup                    | La révolte des canards           |
| 18               | Winner Takes All             | Qui perd gagne                   |
| 30 września 1998 |                              |                                  |
| 19               | The Ghost Hunter             | Oggy contre les fantômes         |
| 19               | Bug Ball                     | Balle au but                     |
| 19               | Happy Campers                | Les joies du plein air           |
| 3 stycznia 1999  |                              |                                  |
| 20               | The Piggy Bank               | La tirelire                      |
| 20               | Oggy’s Clone                 | Le clône d’Oggy                  |
| 20               | A Truce For Christmas        | La trêve de Noël                 |
| 5 stycznia 1999  |                              |                                  |
| 21               | TV Obsession                 | Complètement accro               |
| 21               | Race to the finish           | A tout berzingue                 |
| 21               | Monster from the Mud Lagoon  | La nuit du grime                 |
| 7 stycznia 1999  |                              |                                  |
| 22               | The Garden of Horrors        | Le jardin des supplices          |
| 22               | Caught in a Trap             | Pris au piège                    |
| 22               | Blue Sunday                  | Tout le charme d’un week-end     |
| 10 stycznia 1999 |                              |                                  |
| 23               | Cloning Around               | La multiplication des cancrelats |
| 23               | 3 Wishes and You’re Out      | Les 3 voeux                      |
| 23               | Virtual Voyage               | Voyage virtuel                   |
| 13 stycznia 1999 |                              |                                  |
| 24               | The Abominable Snow Moth     | Mite des neiges                  |
| 24               | The Neighbor’s cat           | Le chat de la voisine            |
| 24               | Honey Moon                   | Lune de miel                     |
| 16 stycznia 1999 |                              |                                  |
| 25               | Loony Balloons               | Zig zags pour deux zigues        |
| 25               | Oggy And The Magic Broom     | Balai à récations                |
| 25               | Beach Combers                | Sandwich au sable                |
| 11 lutego 2000   |                              |                                  |
| 26               | Emergency Room               | Urgences                         |
| 26               | Oggy van Winkle              | Vieilles canailles               |
| 26               | A Night at the Opera         | Première à l’Opéra               |
|                  |                              |                                  |

### Seria 2 (2000-2003)
| Nr                   | Angielski tytuł                            | Francuski tytuł                               |
| -------------------- | ------------------------------------------ | --------------------------------------------- |
| 4 września 2000      |                                            |                                               |
| 27                   | Fame And Glory                             | En piste                                      |
| 27                   | Hide and Sick                              | L’art du camouflage                           |
| 27                   | Love And Kisses                            | La soeur d’Oggy                               |
| 5 września 2000      |                                            |                                               |
| 28                   | Milk Diet                                  | De pis en pis                                 |
| 28                   | Wash Day                                   | Ca baigne                                     |
| 28                   | Crazy Shopping                             | Oggy fait du shopping                         |
| 6 września 2000      |                                            |                                               |
| 29                   | Ski Bugs                                   | Tout schuss                                   |
| 29                   | All Out of Shape                           | En pleine déforme                             |
| 29                   | Roachy Redneck                             | Le cousin de la cambrousse                    |
| 7 września 2000      |                                            |                                               |
| 30                   | Hit The Road Oggy                          | Bonnes vacances, Oggy                         |
| 30                   | Penguin Pandemonium                        | Madame le pingouin                            |
| 30                   | That’s the Last Straw                      | La fin des haricots                           |
| 8 września 2000      |                                            |                                               |
| 31                   | Perpetual Motion                           | Mouvement perpétuel                           |
| 31                   | Life’s a Beach                             | Touristamania                                 |
| 31                   | Saving Private Dee Dee                     | Maman tu piques!                              |
| 13 września 2000     |                                            |                                               |
| 32                   | Laughing Gas                               | Le poil à rire                                |
| 32                   | Hip Hop Hypnoses                           | Hip hip hip hypnose!                          |
| 32                   | Missing in Action                          | Perdu de vue                                  |
| 20 września 2000     |                                            |                                               |
| 33                   | Take cover                                 | Tous aux abris                                |
| 33                   | Copy Cat                                   | Mecanic Oggy                                  |
| 33                   | High Flyers                                | C’est du vol                                  |
| 27 września 2000     |                                            |                                               |
| 34                   | The Wonder Whistle                         | Arrêt sur images                              |
| 34                   | The Hungry Otrich Empire                   | L’empire de l’autruche hongroise              |
| 34                   | Lost in Space                              | Le silence de l’espace                        |
| 2 października 2000  |                                            |                                               |
| 35                   | Working cat                                | Un Q.I. de 120                                |
| 35                   | Beware of the Bodyguard                    | Le train complètement fou                     |
| 35                   | My Beautiful Prison                        | De l’or en barreaux                           |
| 4 października 2000  |                                            |                                               |
| 36                   | Go for It, Jack!                           | Plaies et amour                               |
| 36                   | The Techno-Files                           | Vive la technique!                            |
| 36                   | Soldier for a day                          | Les trois jours qui changèrent le monde       |
| 5 października 2000  |                                            |                                               |
| 37                   | Do Not Lean Out of the Window              | Gare au gorille!                              |
| 37                   | 7 Minutes & Counting                       | 7 minutes pour vivre                          |
| 37                   | Un-Bear-able Bears                         | Le bal des ours                               |
| 6 października 2000  |                                            |                                               |
| 38                   | Warning Boa on the run                     | Oggy et le boa gobeur                         |
| 38                   | Saturday Black Fever                       | La fièvre du samedi noir                      |
| 38                   | Mayday Mayday                              | La croisière, ça m’use                        |
| 9 października 2000  |                                            |                                               |
| 39                   | The Joker Joked                            | Magicien malgré lui                           |
| 39                   | Green Peace                                | Noël au balcon, pactisons!                    |
| 39                   | Keep Cool!                                 | Aglagla                                       |
| 10 października 2000 |                                            |                                               |
| 40                   | The Pied Bagpiper                          | La cornemuse enchantée                        |
| 40                   | Sleepless Night                            | Nuit blanche                                  |
| 40                   | Walls have ears                            | Oggy passe muraille                           |
| 11 października 2000 |                                            |                                               |
| 41                   | Face Off                                   | Nouveau nez                                   |
| 41                   | Off limits                                 | Défense d’entrer                              |
| 41                   | Golf curse                                 | Les rois du green                             |
| 4 stycznia 2001      |                                            |                                               |
| 42                   | The Pumpkin that Prenteded to Be a Ferrari | La citrouille qui se prenait pour une Ferrari |
| 42                   | Paper chase                                | Format A4                                     |
| 42                   | Penalty Shot                               | Penalty                                       |
| 8 stycznia 2001      |                                            |                                               |
| 43                   | Oggy’s Puzzled                             | Paisible puzzle                               |
| 43                   | Going Up                                   | Etages mécaniques                             |
| 43                   | Don’t Rock The Cradle                      | Objectif nounou                               |
| 11 stycznia 2001     |                                            |                                               |
| 44                   | Pharonuf                                   | Le secret de la pyramide                      |
| 44                   | Sitcom                                     | Sitcom                                        |
| 44                   | Homebreaker                                | Chacun chez soi                               |
| 15 stycznia 2001     |                                            |                                               |
| 45                   | Magic Carpet Ride                          | Les mille et une peurs                        |
| 45                   | Safari So Good                             | Safari Golade                                 |
| 45                   | Joey and the Magic Bean                    | Un problème de taille                         |
| 17 stycznia 2001     |                                            |                                               |
| 46                   | Control Freak                              | Enroule du câble                              |
| 46                   | Flower Power                               | Le poids des mots                             |
| 46                   | What a Dump                                | Poubelles story                               |
| 23 stycznia 2001     |                                            |                                               |
| 47                   | Sea Risks                                  | Il était un petit navire                      |
| 47                   | Mission to Earth                           | Les envahisseurs                              |
| 47                   | Oggy’s bag                                 | Oggy bag                                      |
| 29 stycznia 2001     |                                            |                                               |
| 48                   | Jack in the box                            | La machine                                    |
| 48                   | A Tooth for a Tooth                        | Dent pour dent                                |
| 48                   | The Blob                                   | Mon ami le blob                               |
| 31 stycznia 2001     |                                            |                                               |
| 49                   | Upside down                                | Sens dessus dessous                           |
| 49                   | Barbecue                                   | Le barbecue                                   |
| 49                   | Boxing Fever                               | Le match                                      |
| 6 lutego 2001        |                                            |                                               |
| 50                   | Up to No good                              | Le septième ciel                              |
| 50                   | Oggy Has Kittens                           | L’Apprentissage de la vie                     |
| 50                   | Baby Boum                                  | Un petit nid douillet                         |
| 28 sierpnia 2002     |                                            |                                               |
| 51                   | Sky Diving                                 | Chute Libre                                   |
| 51                   | Brainchild                                 | Le petit génie                                |
| 51                   | Black and White                            | Lessivés                                      |
| 5 kwietnia 2003      |                                            |                                               |
| 52                   | Strike                                     | Le bowling                                    |
| 52                   | Chatter Box                                | Les pipelettes                                |
| 52                   | Welcome to Paris                           | Ca c’est Paris!                               |
|                      |                                            |                                               |

### Seria 3 (2008-2011)
| Premiera w Polsce | Nr | Angielski tytuł              | Francuski tytuł                        |
| ----------------- | -- | ---------------------------- | -------------------------------------- |
|                   |    |                              |                                        |
| 10.08.2011        | 53 | Octopus                      | Octopus                                |
| 10.08.2011        | 53 | Sheepcat                     | Chat de berger                         |
| 10.08.2011        | 53 | Night Watchmen               | Gardiens de nuit                       |
|                   |    |                              |                                        |
| 11.08.2011        | 54 | Abandoned Cockroaches        | Cafards abandonnés                     |
| 11.08.2011        | 54 | V.I.P. Party                 | La Vie de château                      |
| 11.08.2011        | 54 | Scuba Diving                 | Le Gros Bleu                           |
|                   |    |                              |                                        |
| 12.08.2011        | 55 | Oggy and the Magic Shoes     | Oggy et les Chaussures magiques        |
| 12.08.2011        | 55 | Casino                       | Casino                                 |
| 12.08.2011        | 55 | Santa Oggy                   | Oggy prend les rennes                  |
|                   |    |                              |                                        |
| 15.08.2011        | 56 | Just Married!                | Vive les mariés!                       |
| 15.08.2011        | 56 | Living Carrots               | Carottes vivantes                      |
| 15.08.2011        | 56 | Castaway Cats                | Les Naufragés                          |
|                   |    |                              |                                        |
| 16.08.2011        | 57 | Transamazon-ians             | Transamazonienne                       |
| 16.08.2011        | 57 | First Flight                 | Baptème de l’air                       |
| 16.08.2011        | 57 | Invincible                   | Invincible                             |
|                   |    |                              |                                        |
| 17.08.2011        | 58 | Inside Out                   | Volte-face                             |
| 17.08.2011        | 58 | Priceless Roaches            | Tribulations en chine                  |
| 17.08.2011        | 58 | The World Underneath         | Le Monde du dessous                    |
|                   |    |                              |                                        |
| 18.08.2011        | 59 | Golden Eggs                  | Papa Poule                             |
| 18.08.2011        | 59 | Termite-ator                 | Termite-ator                           |
| 18.08.2011        | 59 | The Mini-Golf War            | La Guerre du mini-golf                 |
|                   |    |                              |                                        |
| 19.08.2011        | 60 | Oggy wood                    | Oggy wood                              |
| 19.08.2011        | 60 | Horse Ride                   | En selle                               |
| 19.08.2011        | 60 | Oggy’s Crab                  | Le Crabe à Oggy                        |
|                   |    |                              |                                        |
| 22.08.2011        | 61 | The Fugitive                 | Le Fugitif                             |
| 22.08.2011        | 61 | The Ancestor                 | L’Ancêtre                              |
| 22.08.2011        | 61 | Surf’s On                    | Les Princes de la glisse               |
|                   |    |                              |                                        |
| 23.08.2011        | 62 | Hold Up!                     | Qui veut voler des millions?           |
| 23.08.2011        | 62 | Fancy-a-Pizza                | Rapid’za                               |
| 23.08.2011        | 62 | Oggy’s grandma               | La Mamie d’Oggy                        |
|                   |    |                              |                                        |
| 24.08.2011        | 63 | Locked Outside               | Enfermés dehors                        |
| 24.08.2011        | 63 | Cartoon Lesson               | Leçon de cartoon                       |
| 24.08.2011        | 63 | Ugly, Dirty and Good         | Affreux, Sale et Gentil                |
|                   |    |                              |                                        |
| 25.08.2011        | 64 | Oggy’s Double                | Le Sosie d’Oggy                        |
| 25.08.2011        | 64 | Formula 1                    | Formule 1                              |
| 25.08.2011        | 64 | To Serve and Protect         | Police académie                        |
|                   |    |                              |                                        |
| 26.08.2011        | 65 | Moving Out                   | Trois pièces cuisine                   |
| 26.08.2011        | 65 | Deep Trouble                 | Péril au périscope (ex-sous-mariniers) |
| 26.08.2011        | 65 | The Cicada and the Cockroach | La Cigale et le Cafard                 |
|                   |    |                              |                                        |

### Seria 4 (2012-2014)
| Premiera w Polsce | Nr | Angielski tytuł                    | Francuski tytuł                     |
| ----------------- | -- | ---------------------------------- | ----------------------------------- |
|                   |    |                                    |                                     |
| 30.12.2013        | 66 | Olivia                             | Olivia                              |
| 30.12.2013        | 66 | The Lighthouse Keeper              | Oggy, gardien de phare              |
| 30.12.2013        | 66 | Dump the Roaches!                  | Les Cafards à la poubelle           |
|                   |    |                                    |                                     |
| 31.12.2013        | 67 | Dee Dee’s Diet                     | Le Régime de Dee Dee                |
| 31.12.2013        | 67 | A Jealous Guy                      | Jaloux comme un chat                |
| 31.12.2013        | 67 | Let’s Party, Guys!                 | Une fête d’enfer!                   |
|                   |    |                                    |                                     |
| 01.01.2014        | 68 | Airship House                      | La maison dirigeable                |
| 01.01.2014        | 68 | Panic Room                         | Haute sécurité                      |
| 01.01.2014        | 68 | Into the Wild                      | Randonnée sauvage                   |
|                   |    |                                    |                                     |
| 02.01.2014        | 69 | Washing Day                        | Discorde à linge                    |
| 02.01.2014        | 69 | Lightning Visit                    | La visite                           |
| 02.01.2014        | 69 | Oggy’s Shadow                      | L’ombre d’Oggy                      |
|                   |    |                                    |                                     |
| 03.01.2014        | 70 | Buddy Parrot                       | Alerte à l’ara!                     |
| 03.01.2014        | 70 | The Magic Pen                      | Crayon magique                      |
| 03.01.2014        | 70 | A Charming Guy                     | Le séducteur                        |
|                   |    |                                    |                                     |
| 06.01.2014        | 71 | The Cube                           | Le cube                             |
| 06.01.2014        | 71 | Fly for Fun                        | Des pales pour Oggy                 |
| 06.01.2014        | 71 | Olivia’s Pimple                    | La guerre du bouton                 |
|                   |    |                                    |                                     |
| 07.01.2014        | 72 | The Ice Rink                       | La patinoire                        |
| 07.01.2014        | 72 | For Real                           | Pour de vrai                        |
| 07.01.2014        | 72 | Fly to the Sun                     | Destination Soleil                  |
|                   |    |                                    |                                     |
| 08.01.2014        | 73 | Run, Olivia, Run                   | Olivia fait le marathon             |
| 08.01.2014        | 73 | Mind the Giant                     | Géant                               |
| 08.01.2014        | 73 | Jack’s Nephew                      | Le neveu de Jack                    |
|                   |    |                                    |                                     |
| 09.01.2014        | 74 | A Soft World                       | Un coup de mou                      |
| 09.01.2014        | 74 | Sports Fans                        | Oggy champion de sport              |
| 09.01.2014        | 74 | The Kitchen Boy                    | L’apprenti                          |
|                   |    |                                    |                                     |
| 10.01.2014        | 75 | Mister Cat                         | Mister chat                         |
| 10.01.2014        | 75 | The Easter Egg                     | Oggy et l’œuf de Pâques             |
| 10.01.2014        | 75 | Journey to the Center of the Earth | Oggy au centre de la Terre          |
|                   |    |                                    |                                     |
| 13.01.2014        | 76 | Butterfly Race                     | La course de papillons              |
| 13.01.2014        | 76 | Oggy Goes Green                    | Oggy tombe dans le panneau          |
| 13.01.2014        | 76 | Now You See Me, Now You Don’t!     | Pas vu pas pris                     |
|                   |    |                                    |                                     |
| 14.01.2014        | 77 | What a Lousy Day                   | Pas de poux pour Oggy               |
| 14.01.2014        | 77 | Roommate Wanted                    | Le coloc                            |
| 14.01.2014        | 77 | The Bathtub Race                   | La course des baignoires            |
|                   |    |                                    |                                     |
| 15.01.2014        | 78 | Inspector Dee Dee                  | Dee-Dee détective                   |
| 15.01.2014        | 78 | A Streetcar on the Loose           | Un tramway nommé délire             |
| 15.01.2014        | 78 | Hep Taxi                           | Hep taxi                            |
|                   |    |                                    |                                     |
| 16.01.2014        | 79 | (Un)happy Camper!                  | Le chat miaule et la caravane passe |
| 16.01.2014        | 79 | Grease Monkey Oggy                 | Contrôle technique!                 |
| 16.01.2014        | 79 | Farmer for a Day                   | Campagne pour tout le monde         |
|                   |    |                                    |                                     |
| 17.01.2014        | 80 | Oggy Splits Hairs                  | Atouts tifs                         |
| 17.01.2014        | 80 | Little Tom Oggy                    | Oggy petit Poucet                   |
| 17.01.2014        | 80 | Don’t Barge In!                    | Oggy fait des vagues                |
|                   |    |                                    |                                     |
| 20.01.2014        | 81 | Artsy Oggy                         | De l’art ou du cochon               |
| 20.01.2014        | 81 | A Five-legged Sheep                | Le mouton à cinq pattes             |
| 20.01.2014        | 81 | Oggy and the Magic Smile           | Oggy et le sourire magique          |
|                   |    |                                    |                                     |
| 21.01.2014        | 82 | Water Sports                       | Au fil de l’eau                     |
| 21.01.2014        | 82 | Caviar on the House                | Caviar pour tout le monde           |
| 21.01.2014        | 82 | Party Pooper                       | La boum                             |
|                   |    |                                    |                                     |
| 22.01.2014        | 83 | Scaredy-Cat                        | Même pas peur                       |
| 22.01.2014        | 83 | Skate Fever                        | Skate attitude                      |
| 22.01.2014        | 83 | North Pole Panic                   | Panique au pôle Nord                |
|                   |    |                                    |                                     |
| 23.01.2014        | 84 | Dream On                           | Dans tes rêves                      |
| 23.01.2014        | 84 | Lady K                             | Lady K                              |
| 23.01.2014        | 84 | Oggy and the Dodo Bird             | Maurice le dodo                     |
|                   |    |                                    |                                     |
| 24.01.2014        | 85 | Steamed Out!                       | Menu vapeur                         |
| 24.01.2014        | 85 | Picnic Panic                       | Panique au pique-nique              |
| 24.01.2014        | 85 | Lights Out                         | Oggy dis joncte!                    |
|                   |    |                                    |                                     |
| 27.01.2014        | 86 | Wrestling Time!                    | Catch!                              |
| 27.01.2014        | 86 | Teleportation                      | Téléportation                       |
| 27.01.2014        | 86 | Oggy and the Flour Man             | Oggy et l’homme-farine              |
|                   |    |                                    |                                     |
| 28.01.2014        | 87 | The Curarucha                      | La cucaracha                        |
| 28.01.2014        | 87 | High Rise Nightmare                | Cafards à tous les étages           |
| 28.01.2014        | 87 | The Abominable Snow Roach          | Bonhomme de neige                   |
|                   |    |                                    |                                     |
| 29.01.2014        | 88 | Bicycle Crazy!                     | Le vainqueur de l’étape             |
| 29.01.2014        | 88 | Oggy and the Mermaid               | Oggy et la siréne                   |
| 29.01.2014        | 88 | Back to the Past!                  | Coup de jeune                       |
|                   |    |                                    |                                     |
| 30.01.2014        | 89 | Wake up, my Lovely                 | Olivia vs Lady K                    |
| 30.01.2014        | 89 | From Mumbai with Love              | Bons baisers de Bombay              |
| 30.01.2014        | 89 | Very Special Deliveries            | Les livreurs de l’extrême           |
|                   |    |                                    |                                     |
| 31.01.2014        | 90 | Shoplifting                        | Hold-up au super marché             |
| 31.01.2014        | 90 | Oggy is Getting Married!           | Oggy se marie!                      |
|                   |    |                                    |                                     |

### Seria 5 (2017-2018)
| Nr  | Angielski tytuł                   | Francuski tytuł                    |
| --- | --------------------------------- | ---------------------------------- |
|     |                                   |                                    |
| 91  | The Great Pyramid Mystery         | Le Mystère de la Grande Pyramide   |
| 91  | Oggy and the Grasshopper Cloud    | Le Nuage de Sauterelles            |
| 91  | Oggy on the Nile                  | Oggy sur le Nil                    |
|     |                                   |                                    |
| 92  | Gladiator Oggy                    | Oggy Gladiateur                    |
| 92  | Shift that Chariot Oggy!          | Avance Ton Char, Oggy              |
| 92  | Oggy’s Special Spa                | Oggy met un Terme aux Thermes      |
|     |                                   |                                    |
| 93  | RodeOggy                          | RodéOggy                           |
| 93  | Sheriff Oggy                      | Shérif Oggy                        |
| 93  | Wanted                            | Avis de recherche                  |
|     |                                   |                                    |
| 94  | The Green Thumb                   | Oggy les pouces verts              |
| 94  | Oggy the King’s Coachman          | Oggy cocher du Roi                 |
| 94  | The Levee of the King             | Le Lever du Roi                    |
|     |                                   |                                    |
| 95  | Marky’s Tournament                | Le tournoi de Marky                |
| 95  | The Roaches seize the Castle      | Vie de chateau pour les cafards    |
| 95  | The Hunchback from the Cathedral  | Oggy et le bossu de Cathédrale     |
|     |                                   |                                    |
| 96  | A Gorille in Town                 | Un gorille en ville                |
| 96  | Oggy and the Tramp                | Oggy et le vagabond                |
| 96  | Dee Dee Capone                    | Dee Dee Capone                     |
|     |                                   |                                    |
| 97  | Oggy and the Treasure             | Oggy et le Trésor                  |
| 97  | The Octopus Masters               | Les maitres du poulpe              |
|     |                                   |                                    |
| 98  | The precious Panda                | Un amour de panda                  |
| 98  | Fragile Goods!                    | Attention Fragile                  |
| 98  | Baby Sitting for the Emperor      | Baby-sitting chez l’Empereur       |
|     |                                   |                                    |
| 99  | The Tiger hunt                    | La chasse au tigre                 |
| 99  | Oggy The Fakir                    | Fakir Oggy                         |
| 99  | Cockroaches Play Cricket          | Les cafards et le cricket          |
|     |                                   |                                    |
| 100 | Oggy’s Dragon                     | Le dragon d’Oggy                   |
| 100 | Beware the Long ship              | Gare au drakkar                    |
| 100 | Oggy, the Lord of Lightning       | Oggy, maitre de la foudre          |
|     |                                   |                                    |
| 101 | Oggy’s 1001 Nights                | Les milles et une nuit d’Oggy      |
| 101 | A Touch of Genius                 | Coup de génie                      |
|     |                                   |                                    |
| 102 | Moonshot Movie                    | Tournage sur la lune               |
| 102 | Lead Wings                        | Du plomb dans l’aile               |
| 102 | Oggy’s Invention                  | La machine d’Oggy                  |
|     |                                   |                                    |
| 103 | In the Glare of the Sun           | Plein soleil                       |
| 103 | Gold Fever                        | Tas d’or et conquistador           |
| 103 | Sacrificial Special               | Sacrifice si je veux               |
|     |                                   |                                    |
| 104 | Rock Bottom                       | On touche le fond                  |
| 104 | Mission Apolloggy                 | Mission Apolloggy                  |
| 104 | The Race to the North Pole        | La course au Pôle Nord             |
|     |                                   |                                    |
| 105 | Jackoromeo and Bobette            | Jackoroméo et Bobette              |
| 105 | Masquerade                        | Marrade et mascarade               |
| 105 | Marky da Vinci                    | Marky de Vinci                     |
|     |                                   |                                    |
| 106 | Emperor for a Day                 | Empereur d’un jour                 |
| 106 | My Kingdom for a Teddy            | Mon empire pour une peluche        |
| 106 | Oggy and the Hieroglyphs          | Oggy et le secret des hiéroglyphes |
|     |                                   |                                    |
| 107 | On the High-Yurt-Way              | L’aire d’auto yourte               |
| 107 | Xanadu Milk                       | Le lait de Xanudu                  |
| 107 | The Yak Festival                  | Le festival des yaks               |
|     |                                   |                                    |
| 108 | Housework In Orbit                | Ménage sur orbite                  |
| 108 | The Cockroaches’ Awakening        | Le réveil des cafards              |
| 108 | The Intruder from Space           | L’intrus venu de l’espace          |
|     |                                   |                                    |
| 109 | The First Samurai                 | La première Samouraï               |
| 109 | Oggy-Sumo                         | SumotOggy                          |
| 109 | Oggy, Manga Star                  | Oggy héros de manga                |
|     |                                   |                                    |
| 110 | Color Conflict                    | Des coups et des couleurs          |
| 110 | Wheeling and Dealing              | Ça roule pour Oggy                 |
| 110 | The Big Move                      | Le grand déménagement              |
|     |                                   |                                    |
| 111 | The Incredible Four               | Les 4 formidables                  |
| 111 | Metalman                          | Métalman                           |
| 111 | Z Men to the Rescue               | Zmen à la rescousse                |
|     |                                   |                                    |
| 112 | Mythologgy                        | Mythologgy                         |
| 112 | Oggy’s 12 Labors                  | Les 12 corvées d’Oggy              |
| 112 | Oggy and the Minotaur             | Oggy et le Minotaure               |
|     |                                   |                                    |
| 113 | The Pig Curse                     | Cochon de sort                     |
| 113 | Oggy and the Short-Sighted Cyclop | Oggy et le cyclope myope           |
| 113 | Oggy and the Misty Mermaids       | Oggy et les sirènes de la brume    |
|     |                                   |                                    |
| 114 | Bananas of Wrath                  | Les bananes de la colère           |
| 114 | The Jungle Child                  | L’enfant de la jungle              |
| 114 | The Reveal of Statues             | Le réveil des statues              |
|     |                                   |                                    |
| 115 | Below My Tree                     | Au pied de mon arbre               |
| 115 | Head in the Clouds                | La tête dans les nuages            |
| 115 | Super Temor                       | Super Témor                        |
|     |                                   |                                    |
| 116 | Oggy and the Legend of Excalibur  | Oggy et la légende d’Excalibur     |
| 116 | Oggy and the Search for the Grail | Oggy et la quête du coffre         |
| 116 | Morgan the Fairy                  | Oggy, Merlin et la fée Morgane     |
|     |                                   |                                    |

### Seria 6 (2018)
| Nr  | Angielski tytuł               | Francuski tytuł              |
| --- | ----------------------------- | ---------------------------- |
|     |                               |                              |
| 117 | Crackdown on the Fridge       | Opération frigo              |
| 117 | Laughter Forbidden            | Rire interdit                |
| 117 | Cockroach vs Mouse            | Cafards contre souris        |
|     |                               |                              |
| 118 | Strong Coffee                 | Café corsé                   |
| 118 | Jack’s Kit                    | Piège en kit                 |
| 118 | Cute Little Puppy             | Un amour de chien            |
|     |                               |                              |
| 119 | The Great Invasion            | La grande invasion           |
| 119 | Tooth Exchange                | La petite souris             |
| 119 | Oggy’s Costume                | L’habit ne fait pas le Oggy  |
|     |                               |                              |
| 120 | Mamma Oggy                    | La grossesse d’Oggy          |
| 120 | Oggy and the Kittens          | Oggy et les chatons          |
| 120 | The Winning Ticket            | Le ticket gagnant            |
|     |                               |                              |
| 121 | Super Dee Dee                 | Super Dee Dee                |
| 121 | Alone at Last                 | Seul au monde                |
| 121 | Snack Time                    | L’heure du goûter            |
|     |                               |                              |
| 122 | Doll Idol                     | Salut Poupée!                |
| 122 | Ups and Downs                 | La vie à l’envers            |
| 122 | Bless You Oggy!               | Cache cache piqûre           |
|     |                               |                              |
| 123 | The Loot                      | Le magot                     |
| 123 | Roach Charmer                 | Charmeur de cafards          |
| 123 | A Crazy Carpet                | Le tapis supersonique        |
|     |                               |                              |
| 124 | Wake-Up Oggy!                 | Debout là-dedans!            |
| 124 | Wild Flight                   | Panique en montgolfière      |
| 124 | Bouncing Ball                 | Quel rebond!                 |
|     |                               |                              |
| 125 | Cockroach Oggy                | Dans la peau d’un cafard     |
| 125 | An Intrusive Neighbor         | Un voisin envahissant        |
| 125 | Serenade for a Moster         | Sérénade pour un monstre     |
|     |                               |                              |
| 126 | A Shockproof Denture          | Le dentier                   |
| 126 | An Rebel Bait                 | Partie de pêche              |
| 126 | A Wild Train Ride             | Train d’enfer                |
|     |                               |                              |
| 127 | Bad Luck Day                  | Jour de poisse               |
| 127 | Oggy Cat Trainer              | Petit Chat deviendra grand   |
| 127 | The Tenants                   | Les Locataires               |
|     |                               |                              |
| 128 | Chocolate Wars                | La guerre des chocolats      |
| 128 | Nature’s Call                 | Une envie pressante          |
| 128 | Flying Lesson                 | L’amour donne des ailes      |
|     |                               |                              |
| 129 | Crazy Driving!                | Permis de détruire           |
| 129 | Puzzle Mania                  | La dernière pièce            |
| 129 | Special Deliveries            | Invasion de bébés            |
|     |                               |                              |
| 130 | Under the Sun                 | Orages, ô cafards ennemis    |
| 130 | Abracadabra                   | Magic Oggy”                  |
| 130 | A Voracious Pet               | Un délice d’Autruche         |
|     |                               |                              |
| 131 | TV Addict                     | Privé de télé                |
| 131 | Sweet Teddy-Bear              | Oggy et les ours             |
| 131 | Oggy Robot                    | Robot Oggy                   |
|     |                               |                              |
| 132 | Christmas Spirit              | Joyeux Noël Oggy!            |
| 132 | A Crazy Week-End              | Bon Voyage Oggy!             |
| 132 | The Challenge                 | Le défi                      |
|     |                               |                              |
| 133 | Soccer Fever                  | Carton rouge                 |
| 133 | Lost at Sea                   | Naufrage pour un biscuit     |
| 133 | Deep into the Wild            | L’expédition sauvage         |
|     |                               |                              |
| 134 | Wacky Garden Party            | Pique-nique tragique         |
| 134 | Bath Time!                    | L’heure du bain              |
| 134 | Bowling Champions             | Les as du bowling            |
|     |                               |                              |
| 135 | Oggy’s Sister                 | La sportive de la famille    |
| 135 | A Fit Body For Oggy           | A la diète                   |
| 135 | Oggy’s Brand-New Face         | Chirurgie pas esthétique     |
|     |                               |                              |
| 136 | Thunder Oggy                  | Oggy passe partout           |
| 136 | Destruction Works In Progress | Oggy essuie les plâtres      |
| 136 | A Greedy Friend               | Le blob glouton              |
|     |                               |                              |
| 137 | What’s On The Menu            | Grand restaurant gros dégâts |
| 137 | Good Night, Don’t Sleep Tight | Nuit d’horreur               |
| 137 | Beach Havoc                   | Carnage à la plage           |
|     |                               |                              |
| 138 | Itsy-Bitsy Oggy               | Oggy mini                    |
| 138 | Magic Laundry Bag             | C’est dans le sac            |
| 138 | Bodyguard Oggy                | Le garde du corps            |
|     |                               |                              |
| 139 | Playing Dough                 | Les cafards vaudous          |
| 139 | Remote Controlled             | La super télécommande        |
| 139 | Locked Out                    | La clef                      |
|     |                               |                              |
| 140 | Brain Control                 | Le pantin                    |
| 140 | An Unwanted Customer          | Bazar au supermarché         |
| 140 | Green Trouble                 | Vert venin                   |
|     |                               |                              |
| 141 | Cyber-Oggy                    | Au cœur de l’ordinateur      |
| 141 | Whistle Power                 | Coup de sifflet              |
| 141 | The Delights of Camping       | Camping sauvage              |
|     |                               |                              |
| 142 | Bad Sport                     | Mauvais joueur               |
| 142 | Showtime!                     | Bêtes de cirque              |
| 142 | Hiccup Treatment              | Le hoquet                    |
|     |                               |                              |

### Seria 7 (2018-2019)
| Nr  | Angielski tytuł                    | Francuski tytuł               |
| --- | ---------------------------------- | ----------------------------- |
|     |                                    |                               |
| 143 | Library Hysteria                   | Les vertiges de la lecture    |
| 143 | Well Guarded Gold                  | Un trésor bien gardé          |
| 143 | The Black Gold Rush                | La ruée vers l’or noir        |
|     |                                    |                               |
| 144 | Oggy the Babysitter                | Oggy Babysitter               |
| 144 | Ghost Hunting                      | Maison hantée                 |
| 144 | The Whiz-Kid                       | Le surdoué                    |
|     |                                    |                               |
| 145 | Drone Out of Control!              | Oggy et le drôle de Drone     |
| 145 | Oggy’s Exoskeleton                 | L’exosquelette d’Oggy         |
| 145 | The Sacred Roaches                 | Oggy en Egypte                |
|     |                                    |                               |
| 146 | Bleached!                          | Délavés!                      |
| 146 | Wild Rides at the Fair             | Désastre aux attractions      |
| 146 | Oggy’s Jungle                      | La jungle du jardin           |
|     |                                    |                               |
| 147 | Xmas Tree Quest                    | Cafards de Noël               |
| 147 | Panic In The Air                   | Ça plane pour Oggy            |
| 147 | Oggy’s Beach Club                  | Club Oggy                     |
|     |                                    |                               |
| 148 | Oggy and the Not So Smart Bracelet | Oggy et le bracelet connecté  |
| 148 | Zen Oggy                           | Oggy Zen                      |
| 148 | Oggy Snail Farmer                  | Escargots contre cafards      |
|     |                                    |                               |
| 149 | Extreme Indoor Sports              | Sports d’intérieur extrêmes   |
| 149 | Mouse Attack                       | Le rongeur d’acier            |
| 149 | The Power Of Love                  | Opération Séduction           |
|     |                                    |                               |
| 150 | Oggy’s Teddy Bear                  | Le doudou d’Oggy              |
| 150 | Guess Who’s in the Fridge?         | L’hôte du frigo               |
| 150 | The Roaches Move                   | Les cafards déménagent        |
|     |                                    |                               |
| 151 | Freefall Jump                      | Le grand saut                 |
| 151 | Oggy at Top Speed                  | À fond les manettes           |
| 151 | Inside Oggy                        | À l’intérieur d’Oggy          |
|     |                                    |                               |
| 152 | Roach Vision                       | Vision extralucide            |
| 152 | Welcome to Mars                    | Halte aux martiens            |
| 152 | Roach Express                      | Comme sur des rails           |
|     |                                    |                               |
| 153 | Oggymon Go                         | Oggymon Go                    |
| 153 | Broom Driving                      | Coup de balai!                |
| 153 | Oggy Learns to Swim or Not         | Brasse coulée                 |
|     |                                    |                               |
| 154 | Lend Me a Hand Oggy!               | Un coup de main, Oggy?!       |
| 154 | Oggy’s Vacations                   | Vive les vacances!            |
| 154 | Dumpster Driving                   | A la poubelle                 |
|     |                                    |                               |
| 155 | Oggy At The Opera                  | Ténor contre ténor            |
| 155 | Oggy Copy Cat                      | La photocopieuse              |
| 155 | A Roachneck Cousin                 | Cafard des champs             |
|     |                                    |                               |
| 156 | Sharing Oggy                       | Un Oggy pour Deux             |
| 156 | Oggy’s Elevator                    | Panique à tous les étages     |
| 156 | Very Special Treatment             | Bobos à l’hôpital             |
|     |                                    |                               |
| 157 | Oggy Cranes His Neck               | Oggy fait la grue             |
| 157 | And The Winner Is... Dee Dee!      | Le gros lot                   |
| 157 | Oggy Goes to Paris                 | Oggy à Paris                  |
|     |                                    |                               |
| 158 | Vertigo!                           | Quel chantier                 |
| 158 | High Security Fridge               | Commando pour un frigo        |
| 158 | The Golf Pro                       | L’as du golf                  |
|     |                                    |                               |
| 159 | At The Stroke of Midnight          | Un carrosse pour Jack         |
| 159 | Alien Roaches                      | Oggy et les extra-terrestres  |
| 159 | The Laugh Box                      | Rires en boite                |
|     |                                    |                               |
| 160 | Hide And Go Whiskers!              | Cache-Cache Moustaches        |
| 160 | Where’s the Exit?                  | Par ici la sortie             |
| 160 | Brainy Roaches                     | La fuite des cerveaux         |
|     |                                    |                               |
| 161 | Nursing the Neighbor               | Un voisin à cajoler           |
| 161 | Space Journey                      | Mission spatiale              |
| 161 | Boxing Match                       | Le Duel                       |
|     |                                    |                               |
| 162 | Freezing Cold                      | Complètement givré            |
| 162 | A Dreamy Cruise                    | Panique à bord                |
| 162 | Hypnotic Oggy                      | Sous hypnose                  |
|     |                                    |                               |
| 163 | Life’s a Zoo                       | Trente millions d’Oggy        |
| 163 | Fishing Frenzy                     | Leçon de pêche                |
| 163 | Snake and Snacks                   | Le serpent gourmand           |
|     |                                    |                               |
| 164 | The Big Bad Wolf                   | Oggy et le grand méchant loup |
| 164 | Poor Sports                        | Mauvais perdants              |
| 164 | The Giant Roaches                  | Cafards XXL                   |
|     |                                    |                               |
| 165 | The Food Dispenser                 | Le distributeur               |
| 165 | Up, Up and Up!                     | Là-haut sur la montage        |
| 165 | General Jack                       | Commandant Jack               |
|     |                                    |                               |
| 166 | Back To School                     | Classe de rêve                |
| 166 | Fake News                          | Starmaniac                    |
| 166 | The Machine                        | Le transformateur             |
|     |                                    |                               |
| 167 | Whose Turn To Do The Dishes?       | Qui fait la vaisselle?        |
| 167 | Blah Blah Blah                     | Bla Bla Bla                   |
| 167 | Alpine Antics                      | Oggy fait du ski              |
|     |                                    |                               |
| 168 | Oggy’s Got Talent!                 | Oggy Pop                      |
| 168 | The Witch Hunt                     | Chasse aux sorcières          |
| 168 | Run For Shelter                    | À l’attaque!                  |
|     |                                    |                               |

### Informacje dodatkowe
- Pod nazwą Oggy i ferajna serial był emitowany na TV4 i TV6, jako Przygody Oggy’ego był emitowany na TVP3.
- Wszystkie odcinki sezonu 6. i większość 7. to odnowione cyfrowo do formatu UHDTV 4K epizody z pierwszych dwóch serii. Różnią się one od oryginalnych nieznacznie animacją oraz wykorzystaną w nich muzyką.